# سون بيونغ هاي
سون بيونغ هاي (8 أبريل 1861 - 19 مايو 1922) هو زعيم ديني كوري وأحد نشطاء حركة الاستقلال الكورية. ولد في تشونغجو بمقاطعة تشونغتشونغ. أصبح ثالث زعيم لدونغاك (التعلم الشرقي)، وهي حركة دينية أصلية نشأت خلال الفترة 1860 إلى 1864. تُعرف ديانته الفخرية باسم أويام وهو الاسم الذي أُطلق عليه لاحقًا. أُعدم مؤسس حركة دونغاك، تشو جي يو (المعروف بالاسم الديني سن أون)، والزعيم الثاني تشو سيونغ (المعروف بالاسم الديني هايوول). شارك هايوول، مرشد أويام وسلفه، في ثورة فلاحية اندلعت في عام 1894 (عُرفت باسم ثورة الفلاحين في دونغاك) وأُعدم بسبب ذلك في عام 1898. تولى أويام قيادة حركة دونغاك إلا أنه أُرغم على الفرار إلى اليابان في مارس 1901 برفقة شقيقه والملازم الأول يي يونغ غو. في اليابان، درس الوسائل الغربية الحديثة التي اعتمدها اليابانيون بعد استعراش مييجي. كانت حركة دونغاك حتى تلك اللحظة تقليدية للغاية، إذ عارضت التحديث والتدخل الأجنبي في كوريا. تحرر أويام من وجهة النظر تلك من خلال تبني التحديث وقبول المساعدة من اليابان لتحقيق هذا الهدف. أرسل أويام شقيقه يي مجددًا إلى كوريا في عام 1902 ليكون حلقة الوصل له. بتوجيه من أويام، أسس يي منظمة سياسية عُرفت باسم جونغ نيفو «مجتمع الحياد» والتي أُعيد تنظيمها لاحقًا باسم جين بوهوي «المجتمع التقدمي». اضطلعت المنظمة بالعديد من الأنشطة، كان أبرزها تنظيم احتفالات قص الشعر الجماعي التي حلق فيها الرجال الكوريون شعر مقدمة رؤؤسهم. وضع أويام التحديث من خلال التعليم على رأس أولوياته. امتلك كذلك نظرة آسيوية شجعت متطوعي جين بوهوي على مساعدة اليابانيين في الحرب الروسية اليابانية ولا سيما في بناء خط سكة حديد للمساعدة في نشر القوات.
تمادى يي في النهاية إلى حد مطالبة اليابان بتولي شؤون كوريا ظاهريًا لاعتقاده أن النظام سيكون مؤقتًا ومفيدًا لكوريا. بعد أن أصبحت كوريا محمية لليابان قسرًا، شرع أويام في تغيير انتماء حركة دونغاك الياباني. في 1 ديسمبر 1905، أعاد أويام تسمية دونغاك باسم تشوندوغيو (دين الطريق السماوي). نفذ خطوات ملموسة لتحديث الحركة وتوسيع مفاهيمها العقائدية حول السماحة الإلهية في البشرية. في 1ديسمبر 1905، طرد شقيقه يي، الذي استمر في تشكيل فرع آخر من دونغاك عُرف باسم سيتش أون غيو (دين خدمة السماء).
في عام 1910، ضمت اليابان كوريا. أصبح الحكم الياباني أكثر قسوة، فبدأ الكوريون يشعرون أن الوضع لا يُطاق. في عام 1919، نُظّمت مظاهرة حاشدة تطالب باستقلال كوريا، وكانت حركة تشوندوغيو والمسيحيون والبوذيون في طليعة تلك المظاهرات. جرت صياغة إعلان الاستقلال وكان أويام أول من وقع عليه. قرأ أويام الإعلان خلال الاحتجاج، ليُعتقل بعدها طواعية. على الرغم من أن المرحلة الأولى من الاحتجاجت كانت سلمية، تطورت لتصبح عنيفة وقمعها اليابانيون بوحشية. أُصيب أويام بالمرض في السجن وأُفرج عنه. توفي في المنزل عام 1922.

## حياته

### نشأته
كان أويام ابن محظية أحد صغار المسؤولين الكوريين، ما يعني أنه لم يكن مؤهلًا لتولي منصب حكومي. مع ذلك، كان بإمكانه الحصول على التعليم. عرّفه شقيقه على حركة دونغاك، حيث عمل واعظًا وانضم إليه في عام 1881 أو 1882. كرس نفسه للدين الجديد وقيل إنه شارك في حلقات تلاوات طويلة لترنيمة دونغاك، المعروفة باسم جمون. التقى هايوول ورافقه في معتكف لمدة 49 يومًا. تعززت علاقاتهما عندما تزوج هايوول بأخت أويام بعد وفاة زوجته الأولى.
يوصف تفاني أويام في موقع حركة تشينديوغو الإلكتروني: «بعد انضمام أويام إلى حركة دونغاك، داوم على ترتيل الترنيمة ثلاثين ألف مرة في اليوم. بالإضافة إلى قراءة الترنيمة على هذا النحو، صنع صنادل القش كل يوم في أوقات فراغه. اعتاد الذهاب إلى السوق مدة خمسة أيام في تشونغجو وباع هذه الصنادل. استمر في هذه الحياة مدة ثلاث سنوات» بعد هذه الفترة، أصبح أويام تلميذًا لهايوول واضطلع في حياة الدراسة المخلصة.

### الالتماس وتمرد عام 1894
أُعدم مؤسس حركة دونغاك سو أون في عام 1984 بسبب تعاليمه التي اعتبرها النظام الكونفوشيوسي الجديد هرطقة بحكم ارتباطه المفترض بالكاثوليكية. مع ذلك، بحلول أوائل تسعينيات القرن التاسع عشر، استعادت حركة دونغاك شعبيتها ولا سيما في مقاطعتي تشونغتشونغ وجولا. تعرض هايوول إلى ضغوط لتقديم التماس إلى الحكومة لتبرئة سن أون وامتثل لها في نهاية المطاف. كانت حركة الالتماس سلمية في البداية، إلا أنها تحولت إلى أعمال عنف، على الرغم من الجهود التي بذلها هايوول لمنع حدوث ذلك. أسفر ذلك في النهاية عن تمرد واسع النطاق عُرف باسم ثورة فلاحي دونغاك. طلبت الحكومة الكورية مساعدات من الصين لقمع التمرد الذي دفع اليابان إلى نشر جيشها كذلك. في البداية، اقتصرت المشاركة في التمرد على أتباع دونغاك من التجمع الجنوبي، بقيادة الجنرال جيون بونغجون، بينما تراجع أتباع التجمع الشمالي. في النهاية، سمح هايوول لأتباعه بالانضمام إلى المتمردين. هزم الجيشان الكوري والياباني القوات المشتركة نظرًا لامتلاكهما أسلحة حديثة. فرّق جيون جيشه المتمرد في 28 نوفمبر 1894، وأُسر وأُعدم بعد ذلك. هُزم أتباع دونغاك، ولا سيما التجمع الجنوبي. لم يتضرر التجمع الشمالي كثيرًا وتمكن هايوول من الفرار.
تشير المصادر إلى أن أويام شارك في حركة الالتماس وتولى قيادة قوات التجمع الشمالي في التمرد. لا تشير سجلات سيتش أون يو والمصادر الخارجية إلى مشاركة أويام. مع ذلك، أصبح أويام من المقربين إلى هايوول بعد التمرد.

### حياته في أعقاب التمرد
بعد هزيمة المتمردين، هرب هايوول والقيادة العليا لدونغاك من السلطات الحكومية. مع ذلك، في عام 1895/9619، شرع هايوول في إعادة تأسيس منظمة دونغاك. أسس مجموعة قيادة مؤلفة من ثلاثة أشخاص بما في ذلك أويام والتي عُرفت باسم سامام (أي الثلاثة، في إشارة إلى أسمائهم الدينية). حصل أويام في هذا الوقت على اسمه الديني. اتُهمت حركة سامام بإدارة دونغاك (بإشراف هايوول) بـ «قلب وعقل واحد».
سافر أويام وزعماء آخرون إلى مقاطعتي هوانغاي وبيونغان الشماليتين للتبشير. كان يي يونغ غو، أحد مساعدي أويام، مبشرًا ناجحًا، ففرح هايوول بالنجاح الذي حققوه هناك. أصبح الشمال الغربي منذ ذلك الوقت المركز الرئيسي لدونغاك. استمر توسع الحركة هناك حتى وفاة هايوول.
أصبح هايوول كبيرًا في السن وضعيفًا عقب هروبه من الحكومة مدة 36 عامًا. أُلقي القبض عليه خلال عمليات الملاحقة التي نفذتها القوات الحكومية في عام 1898 وأُعدم. زعمت بعض المصادر أن هايوول اختار أويام ليصبح القائد التالي للحركة. زعمت مصادر سيتش أون يو أن كيم يون غوك (عضو آخر في سامام) كان مقدرًا له أن يكون القائد. اعتُقل العضو الثالث من حركة سامام وأُعدم. بعد اعتقال كيم، أصبح أويام زعيم دونغاك.

### حياته خلال اللجوء في اليابان
في مارس 1901، فر أويام وشقيقه يي يونغ غو إلى اليابان. استخدم أويام اسمًا مزيفًا لتجنب الاعتقال. أراد الذهاب إلى الولايات المتحدة في البداية ولكنه قرر أن اليابان هي أفضل مكان لتعلم الثقافة الغربية الحديثة مع البقاء قريبًا بما يكفي من كوريا لمراقبة التطورات هناك والحفاظ على السيطرة على دونغاك. كان هدفه الأساسي هو تعلم الوسائل الحديثة التي يبدو أنها تمنح الدول الغربية واليابان قوتها. أمِل أويام بأن يطور دونغاك ويحدثها لتساهم في تحديث الدولة الكورية وتقويتها. ذهب إلى كوريا لفترة وجيزة ثم عاد إلى اليابان مع 24 طالبًا درسوا اللغة اليابانية وتدربوا على الوسائل الحديثة. قدِم العديد من الطلاب الإضافيين لاحقًا.
أثناء وجوده في اليابان، اختلط أويام بالقادة السابقين في حكومة غابو الإصلاحية الذين ساعدوه على تطوير أفكاره الإصلاحية. لم يتقبل الجنرال جيون بونغجون ذلك برحابة صدر، ووجه الشتائم إلى إصلاحيي غابو باعتبارهم «خونة» مؤيدين لليابان قبل إعدامه. تمكن أويام تمكن من ضم بعض إصلاحيي غابو هؤلاء إلى دونغاك.
أُعيد يي إلى كوريا في عام 1902 وأصبح المسؤول الرسمي عن عمليات التواصل بين أتباع أويام ودونغاك في كوريا. أسس يي جونغ نيفو «مجتمع الحياد» بتوجيه من أويام، وهي منظمة سياسية أُعيد تنظيمها لاحقًا باسم جين بوهوي «المجتمع التقدمي». عُرفت هذه السلسلة المنسقة من الأنشطة باسم حركة إصلاح غابجين. كتب يي رسالة وصف فيها ثمانية مبادئ تأسيسية لمنظمة جين بوهوي:
1. اسم المنظمة هو جين بوهوي.
2. من المقرر أن تبدأ المنظمة أعمالها من اليوم الخامس من الشهر الثامن عام 1904.
3. تضطلع المنظمة بحماية الاستقلال الوطني.
4. إبداء الآراء حول الإصلاح الحكومي.
5. المساعدة في تحسين سبل العيش والإنتاجية.
6. تحقيق النظام في الشأن المالي العام.
7. مساعدة جيش الدولة الحليفة (أي اليابان).
8. يتوجب على الأعضاء قص شعرهم.

كانت احتفالات قص الشعر الجماعية أحد أبرز شعائر منظمة جين بوهوي. يذكر أول سجل رسمي لتشيوندوغيو، والذي كُتب في عام 1912، أن أويام اعتبر قص الشعر علامة على أن كوريا وحركة دونغاك أصبحتا جزءًا من العالم المعاصر. شارك نحو 160٫000 شخص في هذه الأحداث. ارتدى العديد من أعضاء منظمة جين بوهوي ملابس سوداء على الطراز الغربي، في محاكاة واضحة للممارسة اليابانية. مثّل قص الشعر خروجًا كبيرًا عن التقاليد الكونفوشيوسية الجديدة لأن: «المرء يحصل على جسده، بما في ذلك الشعر والجلد، من والديه، وبالتالي لا ينبغي أن يتأذى أو يتلف. فإيذاء جسد المرء يعني إيذاء الوالدين». في جوسون الكورية، اعتاد الرجال ربط شعرهم للأعلى عند الزواج، وأصبح ذلك رمزًا للرجولة. علاوة على ذلك، اعتبر اليابانيون أن حلاقة الشعر القسرية للكوريين، بمن فيهم الملك غوجونغ، ليست سوى إذلال كبير لهم.